# Chiesa di San Rocco (Castelli)
La chiesa di San Rocco è un edificio religioso a Castelli, in provincia di Teramo.

## Storia

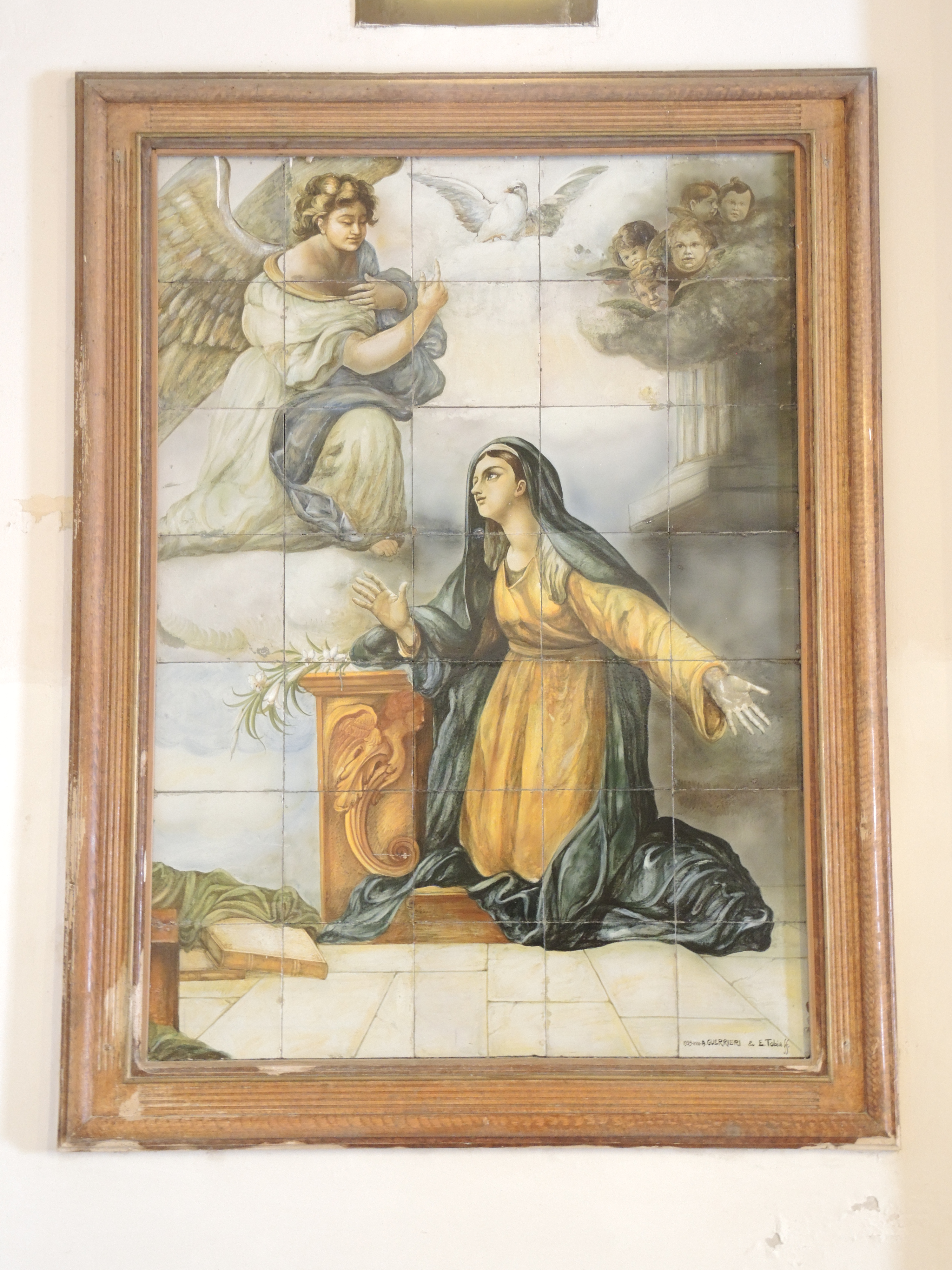
Immagine all'interno

La chiesa si trova all'ingresso del paese ed è stata ricostruita nel secondo dopoguerra dopo che la precedente struttura era stata abbattuta per permettere la costruzione della strada che collega Castelli con L'Aquila e Pescara.
La chiesa è dedicata a San Rocco, ma la tradizione popolare lega la cappella alla Madonna delle Lacrime per un miracolo secondo il quale la Vergine ritratta nell'affresco di Andrea De Litio pianse e le lacrime vennero inviate al papa, che riconobbe il miracolo.

## Architettura
La facciata della chiesa è in laterizio, con un portale rinascimentale nella cui lunetta si trova una statua di San Rocco. Sopra il portale si trova un mosaico di mattonelle in maiolica che raffigurano la Madonna. Di lato al portale vi sono due finestre strette ed alte con arco a tutto sesto. Sul lato sinistro della chiesa si trova un campanile a vela con due campane.
L'interno è ad un'unica navata con una cappella sul lato sinistro, in prossimità della sacrestia. L'interno ospita una pala d'altare opera di artigiani locali.